# Dicoma
Dicoma Cass., 1817 è un genere di piante angiosperme dicotiledoni della famiglia delle Asteraceae.

## Descrizione

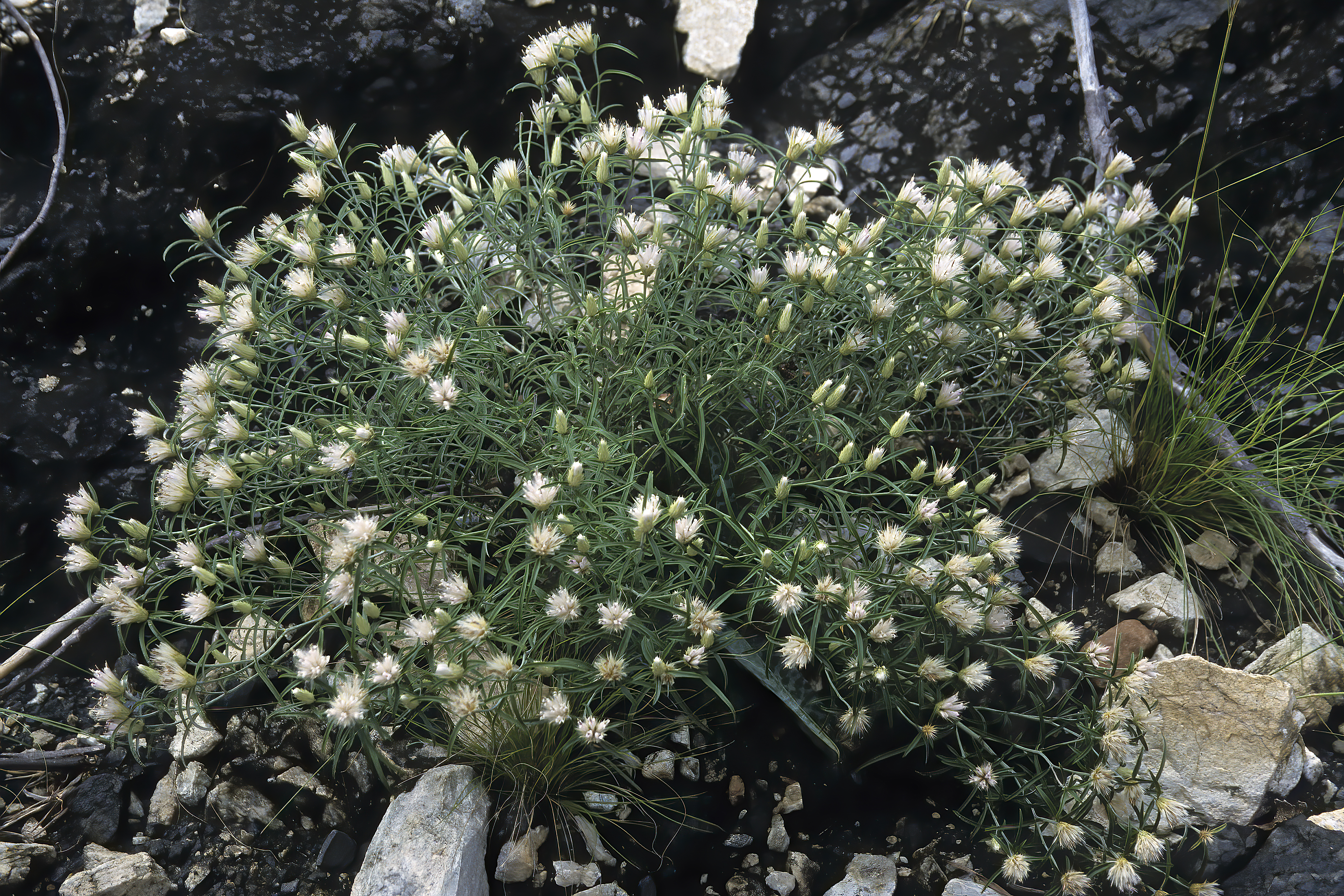
Il portamento
Dicoma anomala

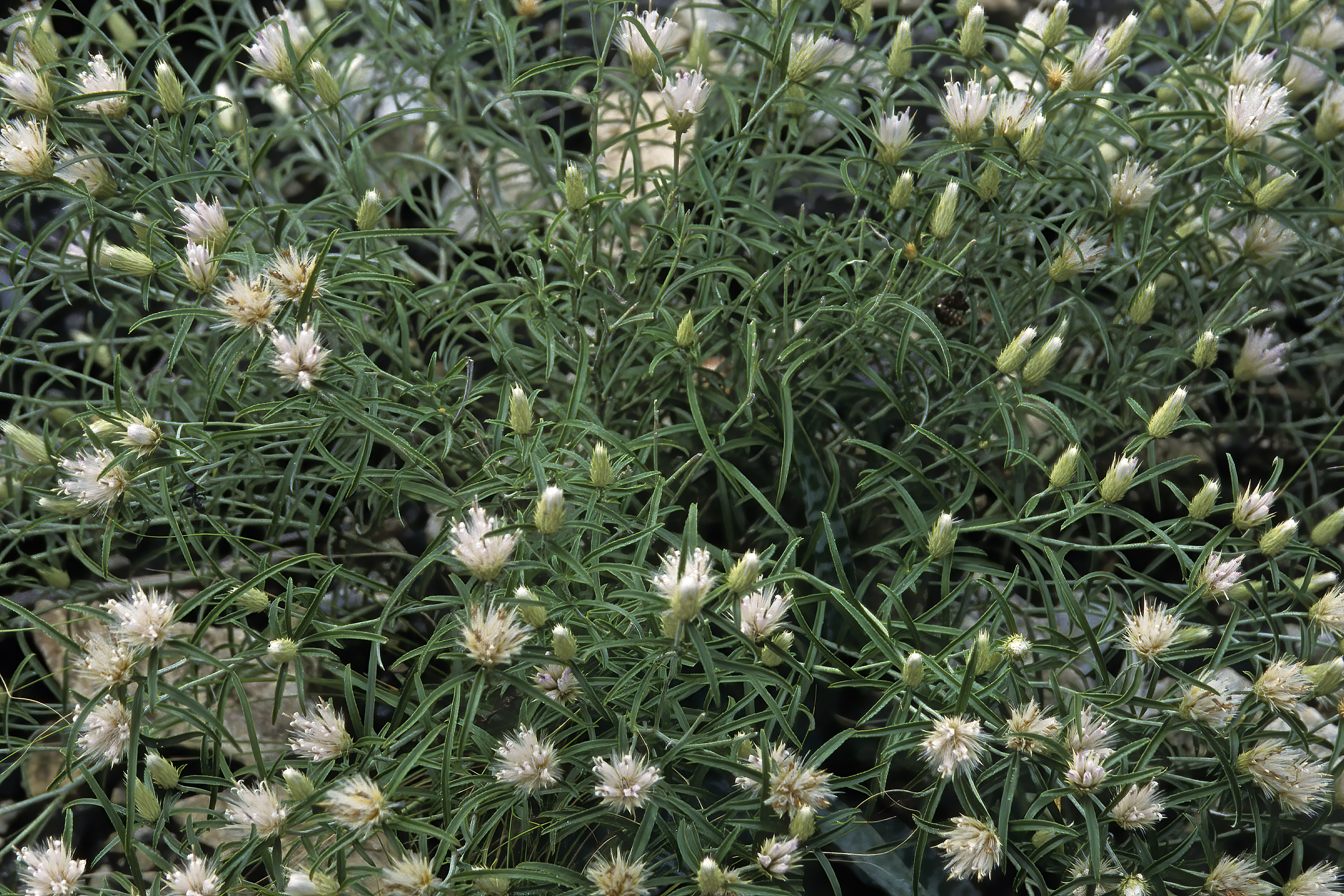
Le foglie
Dicoma anomala

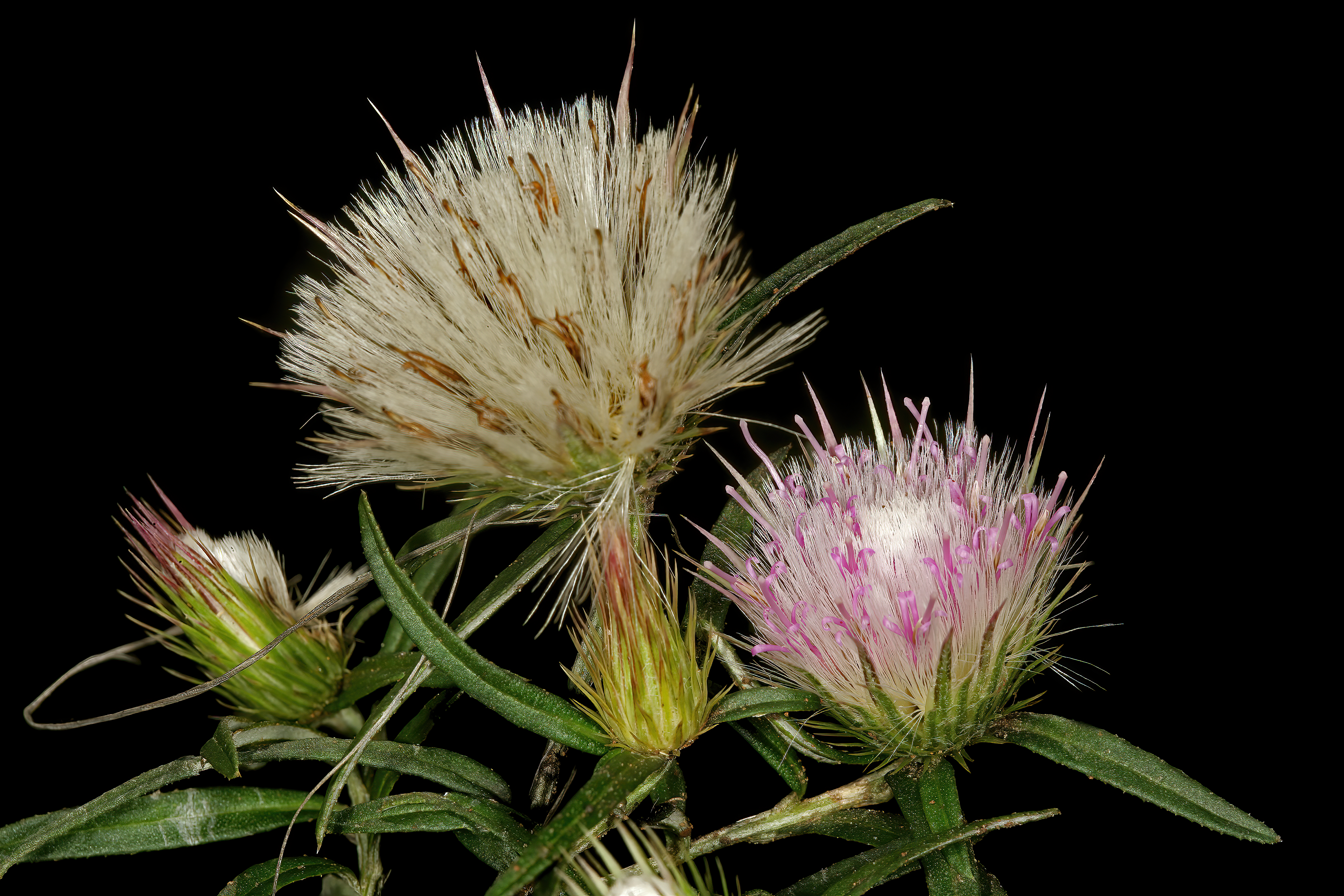
Infiorescenza
Dicoma anomala

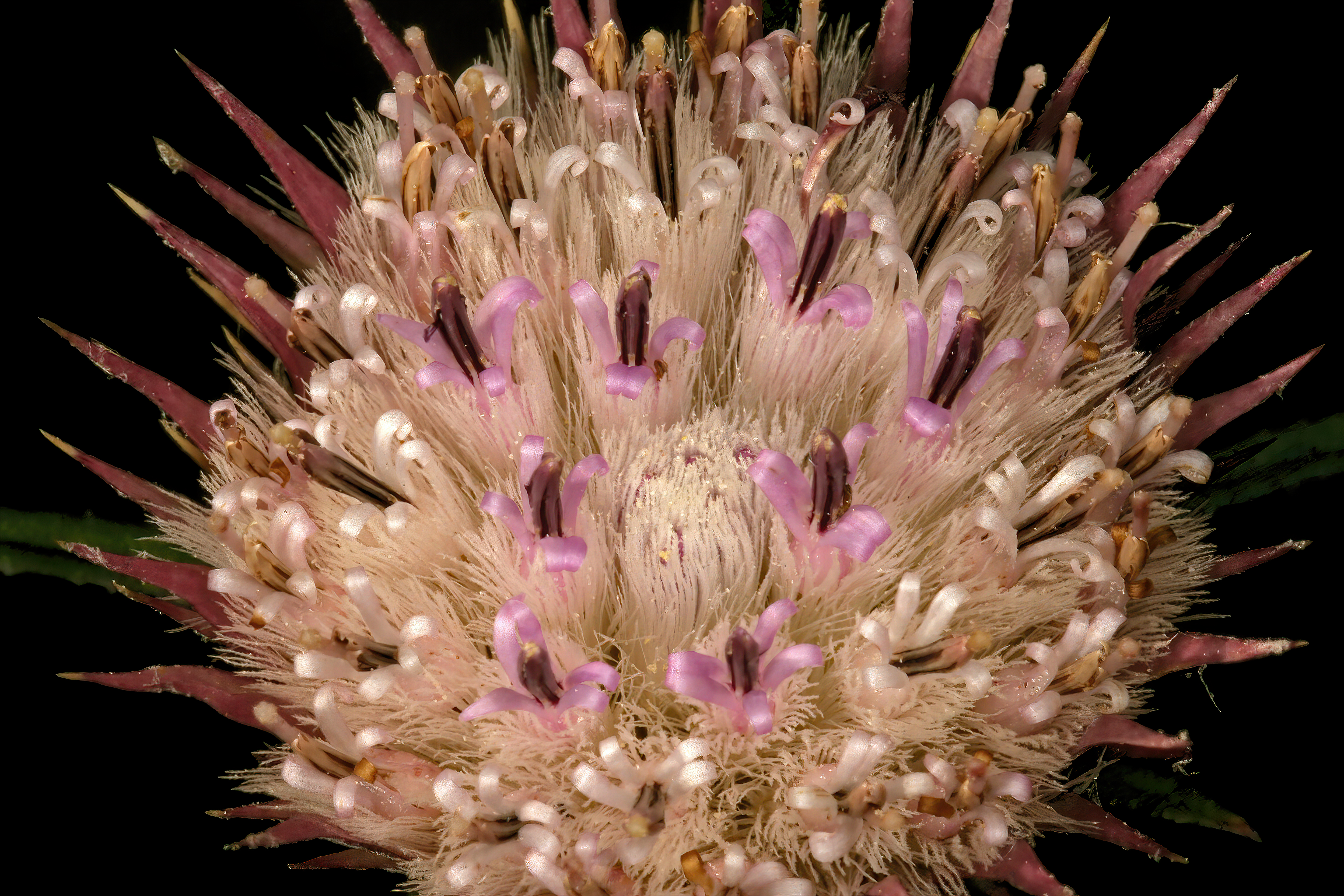
I fiori
Dicoma anomala

Le specie di questa voce sono piante annuali o perenni con portamenti erbacei o arbustivi, sono presenti anche portamenti acaulescenti, suffruticosi e piccoli alberi. I fusti sono eretti o decombenti, a volte cespitosi con superfici da sericee a lanose o glabrescenti.
Le foglie lungo il caule normalmente sono a disposizione alternata (raramente sono presenti foglie rosulate) e sessili. Le foglie sono densamente agglomerate e embricate. La forma della lamina (semplice e intera) varia da lineare a lineare-lanceolata o oblanceolata o spatolata; i bordi possono essere continui, seghettati o revoluti. La superficie è percorsa da 3 - 5 venature. Le stipole sono assenti.
Le infiorescenze sono composte da capolini peduncolati, eretti, terminali e solitari, o raccolti in lasse formazioni corimbose o racemose. I capolini, discoidi e omogamo oppure disciformi e eterogami (raramente sono radiati), sono formati da un involucro a forma da campanulata a spiraleggiante composto da brattee (o squame) all'interno delle quali un ricettacolo fa da base ai fiori di due tipi: tubulosi e ligulati. Le brattee disposte da 4 a più serie in modo embricato e scalato sono di varie forme a consistenza coriacea (o rigidamente coriacea) con apici pungenti e riflessi. Le brattee scendono lungo il peduncolo. Il ricettacolo, da moderato a profondamente alveolato (a nido d'ape) con margini degli alveoli dentati, spesso è privo di pagliette (raramente ne è provvisto).
I fiori sia quelli tubulosi che ligulati sono tetra-ciclici (ossia sono presenti 4 verticilli: calice – corolla – androceo – gineceo) e pentameri (ogni verticillo ha 5 elementi). I fiori centrali (del disco) in genere sono molti e tubulosi (actinomorfi - raramente sono zigomorfi); quelli periferici (radiati), se presenti, sono pochi e sterili (neutri) di tipo ligulato (zigomorfi). In genere i fiori (quelli del disco) sono ermafroditi (bisessuali) e fertili.
- Formula fiorale:

*/x K {\displaystyle \infty }, [C (5), A (5)], G 2 (infero), achenio
- Calice: i sepali del calice sono ridotti ad una coroncina di squame.
- Corolla: la corolla nei fiori tubulosi ha un tubo lungo con 5 profondi e stretti lobi uguali con apici arrotondati; in quella dei fiori ligulati (o pseudo-ligulati) il tubo è breve e termina con due labbra (corolle bilabiate e quasi filiformi) con il labbro interno a 2 denti più o meno attorcigliato e quello esterno corto a 3 denti. Il colore varia da bianco a rosso in quelli ligulati; bianco, giallo, crema o rosa in quelli tubulosi. Le corolle sono glabre o pubescenti con differenti tipi di ghiandole (raramente sono privi di ghiandole o peli).
- Androceo: gli stami sono 5 con filamenti liberi, glabri o papillosi e distinti, mentre le antere sono saldate in un manicotto (o tubo) circondante lo stilo. Le antere in genere hanno una forma sagittata con base caudata e calcarata; le appendici sono lunghe affusolate o subottuse. Il polline normalmente è tricolporato a forma sferica di tipo echinato (o liscio).
- Gineceo: lo stilo è filiforme con due stigmi poco divergenti; gli stigmi possono essere sia corti che lunghi con pubescenza abassiale (i peli alla base sono più larghi); la superficie stigmatica è continua con creste marginali; gli apici sono arrotondati o subacuti. Il nettario è presente e abbondante ma non è presente il nodo basale. L'ovario è infero uniloculare formato da 2 carpelli. L'ovulo è unico e anatropo.

I frutti sono degli acheni con pappo. La forma dell'achenio è obconica oppure da strettamente oblunga a ampiamente cilindrica. Possono essere presenti da 5 a 10 coste longitudinali. Il pericarpo può essere di tipo parenchimatico, altrimenti è indurito (lignificato) radialmente; la superficie è irsuta o glabra.  Il carpoforo (o carpopodium - il ricettacolo alla base del gineceo) è assente. I pappi, formati da una o più serie di setole, isomorfi o dimorfi, decidui o persistenti, sono direttamente inseriti nel pericarpo o connati in un anello parenchimatico posto sulla parte apicale dell'achenio. Le setole più esterne sono grossolane, barbate o piumate; quelle interne sono scabre ed hanno margini ialini stretti. Raramente il pappo è assente o uniseriato.

## Biologia
- Impollinazione: l'impollinazione avviene tramite insetti (impollinazione entomogama tramite farfalle diurne e notturne).
- Riproduzione: la fecondazione avviene fondamentalmente tramite l'impollinazione dei fiori (vedi sopra).
- Dispersione: i semi (gli acheni) cadendo a terra sono successivamente dispersi soprattutto da insetti tipo formiche (disseminazione mirmecoria). In questo tipo di piante avviene anche un altro tipo di dispersione: zoocoria. Infatti gli uncini delle brattee dell'involucro si agganciano ai peli degli animali di passaggio disperdendo così anche su lunghe distanze i semi della pianta.

## Distribuzione e habitat
Le specie di questo genere sono distribuite in Africa (compreso Madagascar), nella Penisola Arabica e in India.

## Tassonomia
La famiglia di appartenenza di questa voce (Asteraceae o Compositae, nomen conservandum) probabilmente originaria del Sud America, è la più numerosa del mondo vegetale, comprende oltre 23.000 specie distribuite su 1.535 generi, oppure 22.750 specie e 1.530 generi secondo altre fonti (una delle checklist più aggiornata elenca fino a 1.679 generi). La famiglia attualmente (2021) è divisa in 16 sottofamiglie.

### Filogenesi
Le specie di questa voce appartengono alla sottofamiglia Dicomoideae, e in particolare alla sottotribù Dicominae (tribù Dicomeae). La sottofamiglia (di recente costituzione), da un punto di vista filogenetico, è posizionata tra le sottofamiglie Tarchonanthoideae e Carduoideae. I caratteri principali della sottofamiglia sono: i portamenti variano da erbacei a arbustivi, l'involucro è pluriseriato con brattee coriacee e pungenti, il ricettacolo è alveolato, il polline è echinato, i rami dello stilo sono pubescenti con superficie stigmatica continua e cresta marginale, il carpoforo in genere è assente. L'area di origine della maggior parte delle specie è l'Africa a sud del Sahara.
Il genere di questa voce recentemente è stato revisionato e suddiviso in più generi: Cloiselia S.Moore con 4 specie,  Macledium Cass. con 18 specie, mentre Pasaccardoa Kuntzecon il genere monotipo Dicomopsis welwitschii (O.Hoffm.) S.Ortiz (derivato da Dicoma welwitschii) formano un "gruppo fratello" con Dicoma s.str. Questo gruppo di generi, raccolto nella sottotribù Dicominae S.Ortiz è individuato dai seguenti caratteri diagnostici: le ramificazioni sono allungate, le brattee dell'involucro hanno delle evidente coste mediane e delle strisce scure longitudinali e gli acheni sono ricoperti da ghiandole intercostali.
Il cladogramma seguente, tratto dalla pubblicazione citata e semplificato, rappresenta la struttura filogenetica del gruppo di generi sopradescritti.
| xxxDicoma_s.str.xxx | Dicoma                                                                 |
|                     | Dicoma                                                                 |
|                     | \| \| Dicomopsis welwitschii \| \| \| \| \| \| Pasaccardoa \| \| \| \| |
|                     |                                                                        |
|                     | Dicomopsis welwitschii                                                 |
|                     |                                                                        |
|                     | Pasaccardoa                                                            |
|                     |                                                                        |

|  | Dicomopsis welwitschii |
|  |                        |
|  | Pasaccardoa            |
|  |                        |

| xxxDicoma_s.str.xxx | Dicoma                                                                 |
|                     | Dicoma                                                                 |
|                     | \| \| Dicomopsis welwitschii \| \| \| \| \| \| Pasaccardoa \| \| \| \| |
|                     |                                                                        |
|                     | Dicomopsis welwitschii                                                 |
|                     |                                                                        |
|                     | Pasaccardoa                                                            |
|                     |                                                                        |

|  | Dicomopsis welwitschii |
|  |                        |
|  | Pasaccardoa            |
|  |                        |

| xxxDicoma_s.str.xxx | Dicoma                                                                 |
|                     | Dicoma                                                                 |
|                     | \| \| Dicomopsis welwitschii \| \| \| \| \| \| Pasaccardoa \| \| \| \| |
|                     |                                                                        |
|                     | Dicomopsis welwitschii                                                 |
|                     |                                                                        |
|                     | Pasaccardoa                                                            |
|                     |                                                                        |

|  | Dicomopsis welwitschii |
|  |                        |
|  | Pasaccardoa            |
|  |                        |

| xxxDicoma_s.str.xxx | Dicoma                                                                 |
|                     | Dicoma                                                                 |
|                     | \| \| Dicomopsis welwitschii \| \| \| \| \| \| Pasaccardoa \| \| \| \| |
|                     |                                                                        |
|                     | Dicomopsis welwitschii                                                 |
|                     |                                                                        |
|                     | Pasaccardoa                                                            |
|                     |                                                                        |

|  | Dicomopsis welwitschii |
|  |                        |
|  | Pasaccardoa            |
|  |                        |

Il numero cromosomico di base delle specie di questo gruppo è: 2n = 22.
Il periodo di separazione della sottofamiglia (formazione del clade) dal resto della famiglia delle Asteraceae è di circa 41,5 milioni di anni fa; mentre gli antenati delle attuali specie si sono separati circa 27 milioni di anni fa (gruppo corona).

### Elenco delle specie
Questo genere comprende le 34 seguenti specie:
- Dicoma aethiopica S.Ortiz & Rodr.Oubiña
- Dicoma alemannii-mazzocchii  Chiov.
- Dicoma anomala  Sond.
- Dicoma antunesii  O.Hoffm.
- Dicoma bangueolensis  Buscal. & Muschl.
- Dicoma capensis  Less.
- Dicoma chatanensis  N.Kilian
- Dicoma cuneneensis  Wild
- Dicoma dinteri  S.Moore
- Dicoma elegans  Welw. ex O.Hofm.
- Dicoma foliosa  O.Hoffm.
- Dicoma fruticosa  Compton
- Dicoma galpinii  F.C.Wilson
- Dicoma gillettii  Rodr.Oubiña & S.Ortiz
- Dicoma hindiana  S.Ortiz & Rodr.Oubiña
- Dicoma incana  (Baker) O.Hoffm.
- Dicoma kurumanii  S.Ortiz & Netnou
- Dicoma macrocephala  DC.
- Dicoma montana  Schweick.
- Dicoma nachtigalii  O.Hoffm.
- Dicoma niccolifera  Wild
- Dicoma obconica  S.Ortiz
- Dicoma paivae  S.Ortiz & Rodr.Oubiña
- Dicoma picta  Druce
- Dicoma popeana  S.Ortiz & Rodr.Oubiña
- Dicoma prostrata  Schweick.
- Dicoma schimperi  (DC.) Baill. ex O.Hoffm.
- Dicoma schinzii  O.Hoffm.
- Dicoma scoparia  Rodr.Oubiña & S.Ortiz
- Dicoma somalense  S.Moore
- Dicoma squarrosa  Wild
- Dicoma swazilandica  S.Ortiz, Rodr.Oubiña & Pulgar
- Dicoma thuliniana  S.Ortiz, Rodr.Oubiña & Mesfin
- Dicoma tomentosa  Cass.

### Sinonimi
Sono elencati alcuni sinonimi per questa entità:
- Brachyachenium Baker
- Cypselodontia  DC.
- Hochstetteria  DC.
- Rhigiothamnus  (Less.) Spach
- Schaffnera  Sch.Bip.
- Tibestina  Maire
- Xeropappus  Wall.